# Matara venezuelensis
Matara venezuelensis är en stekelart som först beskrevs av Cameron 1887.  Matara venezuelensis ingår i släktet Matara och familjen brokparasitsteklar. Inga underarter finns listade i Catalogue of Life.